# Pampusana ferruginea
La paloma perdiz de Tana (Pampusana ferruginea) es una especie extinta de ave columbiforme de la familia Columbidae endémica de la isla de Tana (Vanuatu). Su pariente más cercano posiblemente es la paloma perdiz de Santa Cruz. 

## Descripción
Se conocen solo dos especímenes de paloma perdiz de Tana, y ninguno de los dos se han conservado. El mejor conocido era una hembra que fue pintada por Georg Forster en Tana durante la segunda circunnavegación de James Cook por los mares del sur en agosto de 1774, aunque su descripción científica formal se hizo más tarde. Esta pintura puede verse en el Museo de Historia Natural de Londres. El destino de este espécimen se desconoce. El otro espécimen, un macho, pertenecía a la colección de Joseph Banks del Museo de Historia Natural] de Londres. Las circunstancias de su adquisición y pérdida también se desconocen. Según la descripción de la hembra de Forster medía 27 cm.
La cabeza y el pecho de la hembra eran de color castaño rojizo. Su espalda tenía una coloración entre el rojo oscuro y el morado. Sus alas tenían un tono verde oscuro, con las primarias con estrechos bordes pardo grisáceos. Su abdomen era gris. En el macho, la frente, la lista superciliar y la parte baja de la cabeza, además de la garganta y el pecho, eran blancos, como en la raza nominal de la Paloma perdiz de Tuamotu, y su vientre era negro rojizo. Su pico era negruzco y tenía una cera ligeramente abultada. El iris de sus ojos era amarillento y sus paas eran rojas.
Cuando Forsters analizó el buche del ejemplar muerto encontró que contenía nueces moscadas silvestres (Myristica inutilis). Entonces buscaron este tipo de árboles en Tana pero sin éxito. Posteriormente se determinó que era común en los bosques de la isla pero bastante pequeño, por lo que fácilmente podía pasar desapercibido.

## Extinción
Se desconoce la fecha de su extinción, pero se supone que el ave desapareció a principios del siglo XIX. Cuando Johann Reinhold Forster y su hijo Georg vieron el ejemplar hembra el 17 de agosto de 1774, lo avatieron de un tiro. Los únicos vestigios de su existencia, aparte de la pintura, es la anotación de Forster: «...tras estos campos entramos en un bosque [donde] una paloma de un nueva clase fue disparada...» En cualquier caso, se desconoce la causa de la extinción de la especie, pero la introducción de las ratas es la más probable.